# Kierdel

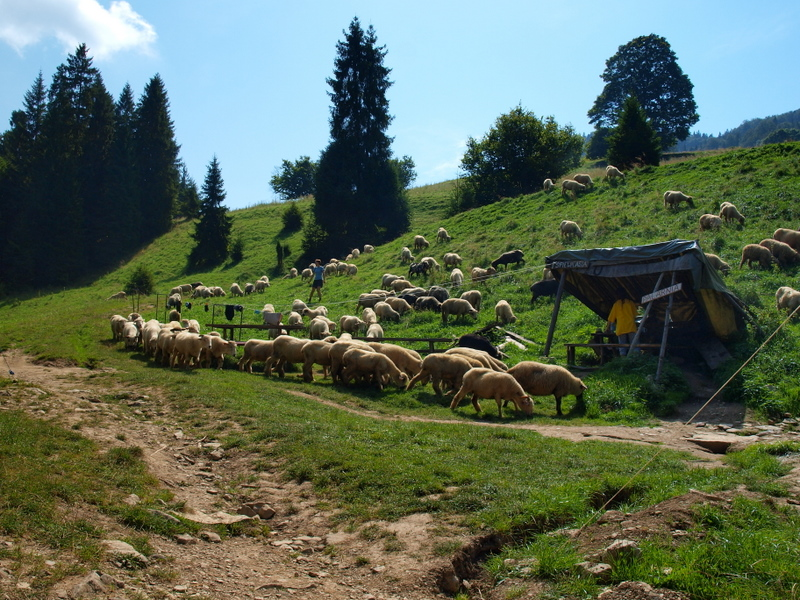
Wypas owiec w Pieninach

Kierdel (gw. kyrdel) reg. – stado owiec w górach, najczęściej należących do różnych gospodarzy, pozostających pod opieką bacy. 
Także stado kozic.